# Elasmopus antennatus
Elasmopus antennatus är en kräftdjursart som först beskrevs av Stout 1913.  Elasmopus antennatus ingår i släktet Elasmopus och familjen Melitidae. Inga underarter finns listade i Catalogue of Life.